# Rožďalovice
Rožďalovice (deutsch Rozdalowitz) ist eine Stadt mit 1.556 Einwohnern in der Region Středočeský kraj (Tschechien).
Das Dorf liegt umgeben von Wäldern am Ufer des Flusses Mrlina und ist heute ein beliebter Erholungsort. Die malerische Landschaft inspirierte viele Künstler wie Bohuslav Knobloch, Antonín Majer, Vladimír Silovský, Max Švabinský, Jiří Škopka, Karel Vik. Viktor Dyk widmete Rožďalovice eines seiner Gedichte.

## Geschichte
Die Gegend war bereits zur Steinzeit besiedelt. Erstmals erwähnt wurde die Gemeinde in den Jahren 1223 bis 1226 als Eigentum eines Soběhrd. Johann von Luxemburg ließ das Dorf 1340 für treue Dienste seines Ritters Ješek z Rožďalovic 1340 zur Stadt erheben. Seit der zweiten Hälfte des 15. Jahrhunderts bis 1622 gehörte der Ort der Adelsfamilie Křinecký z Ronova, von 1622 bis 1760 den Herren von Waldstein und von 1815 bis 1930 den Lobkowitzern. Seit 23. Januar 2009 ist Rožďalovice eine Stadt.

## Ortsteile

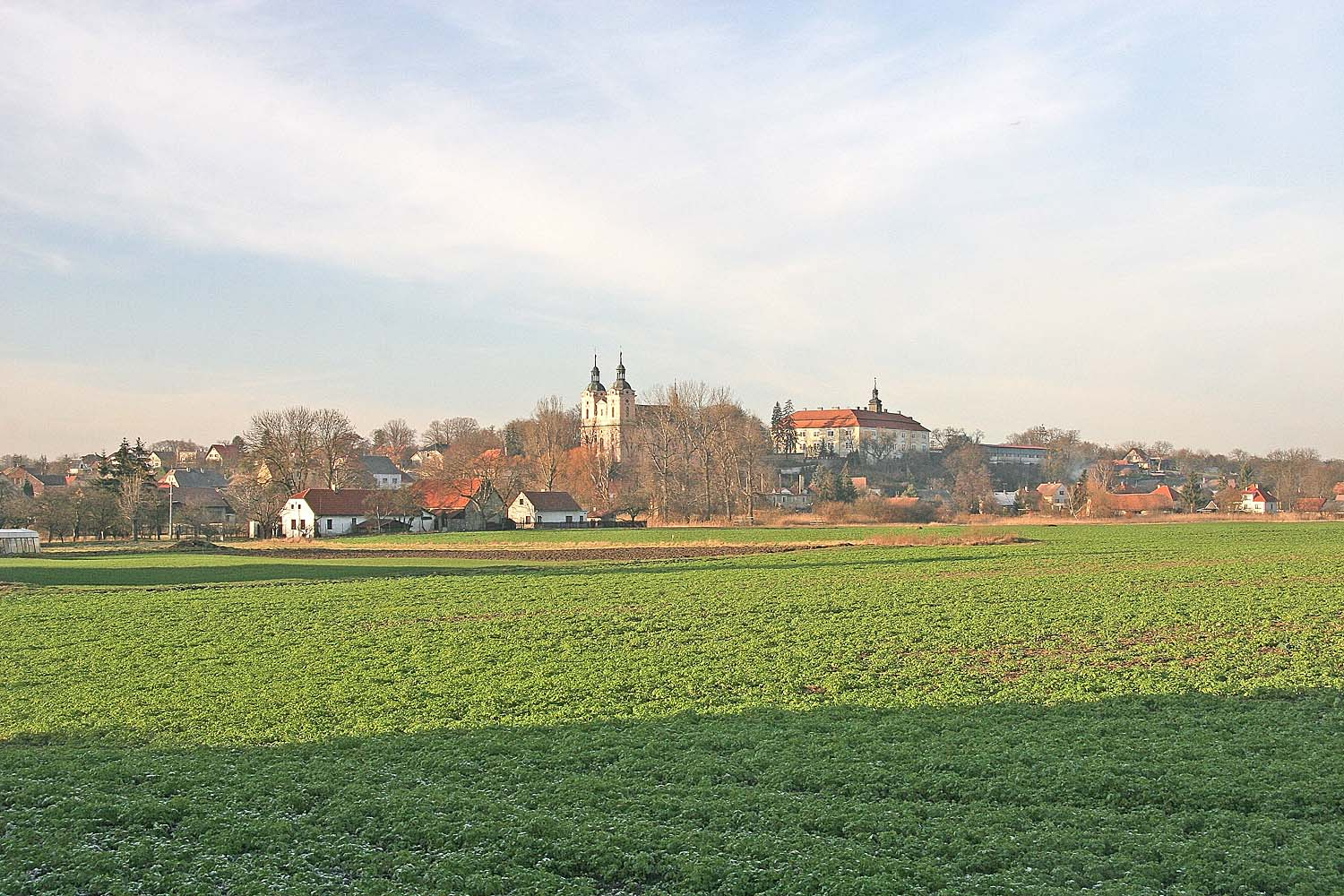
Ortsansicht

- Hasina
- Ledečky
- Podlužany
- Podolí
- Zámostí
- Viničná Lhota

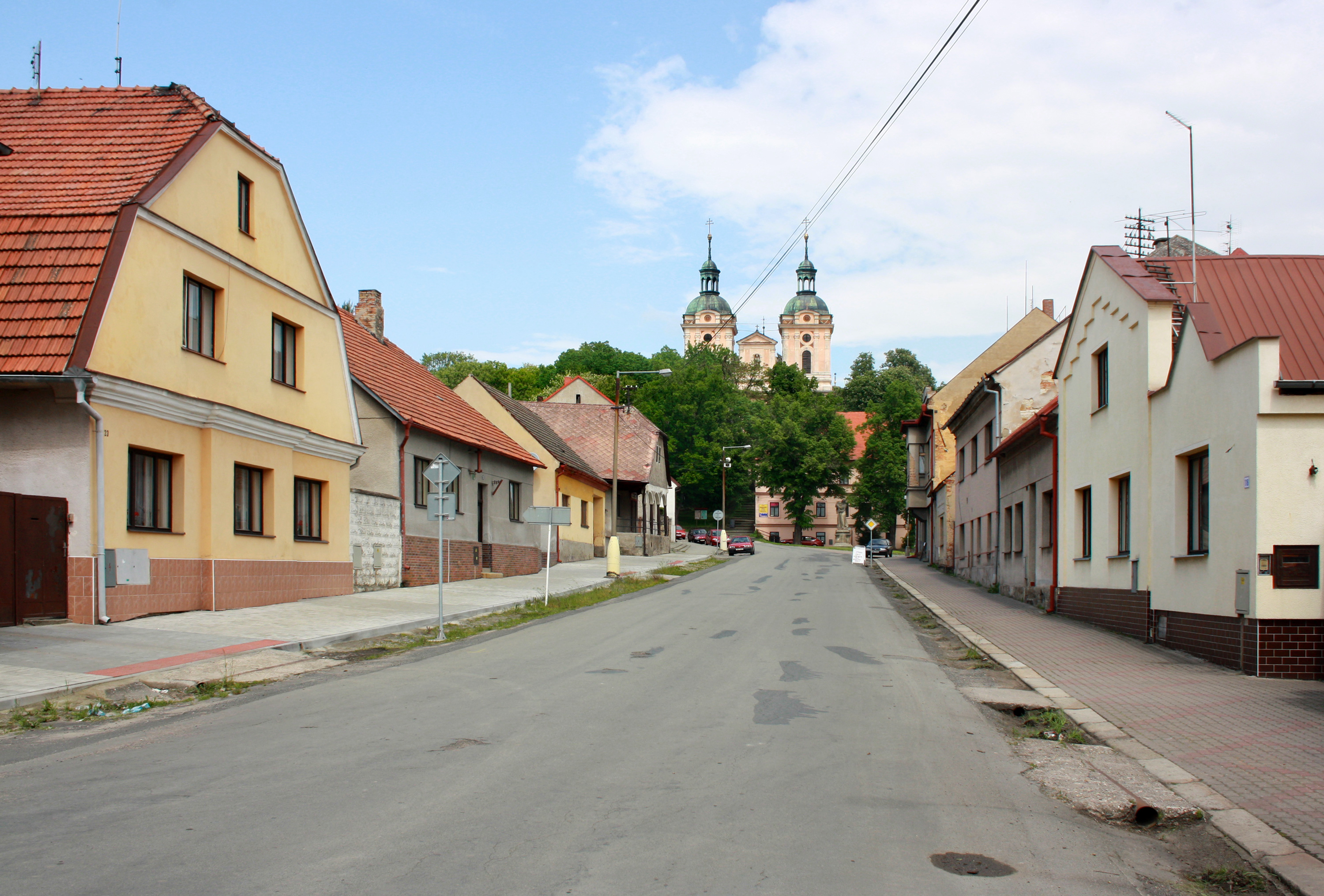
Husova Straße
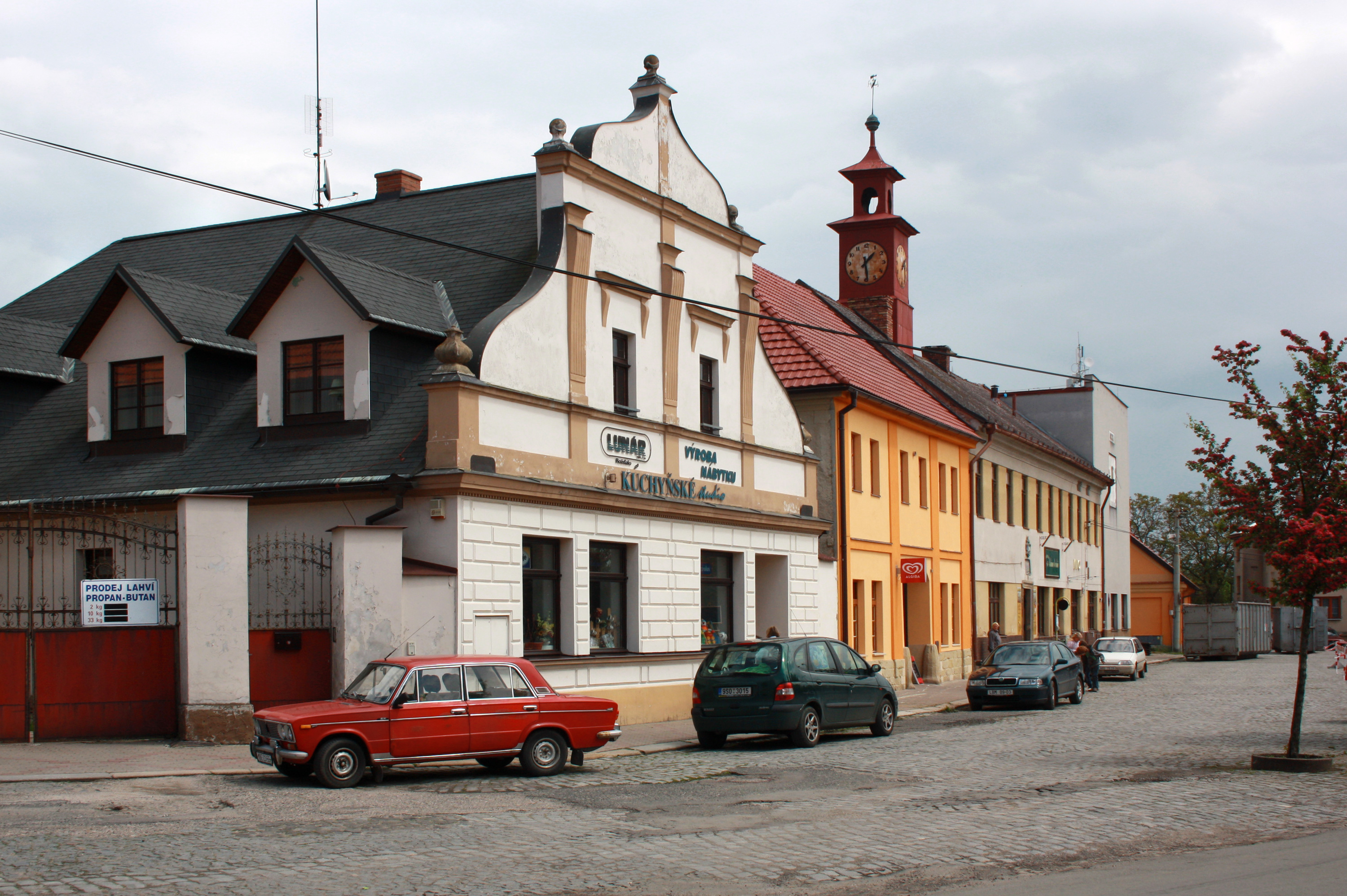
Alte Rathaus
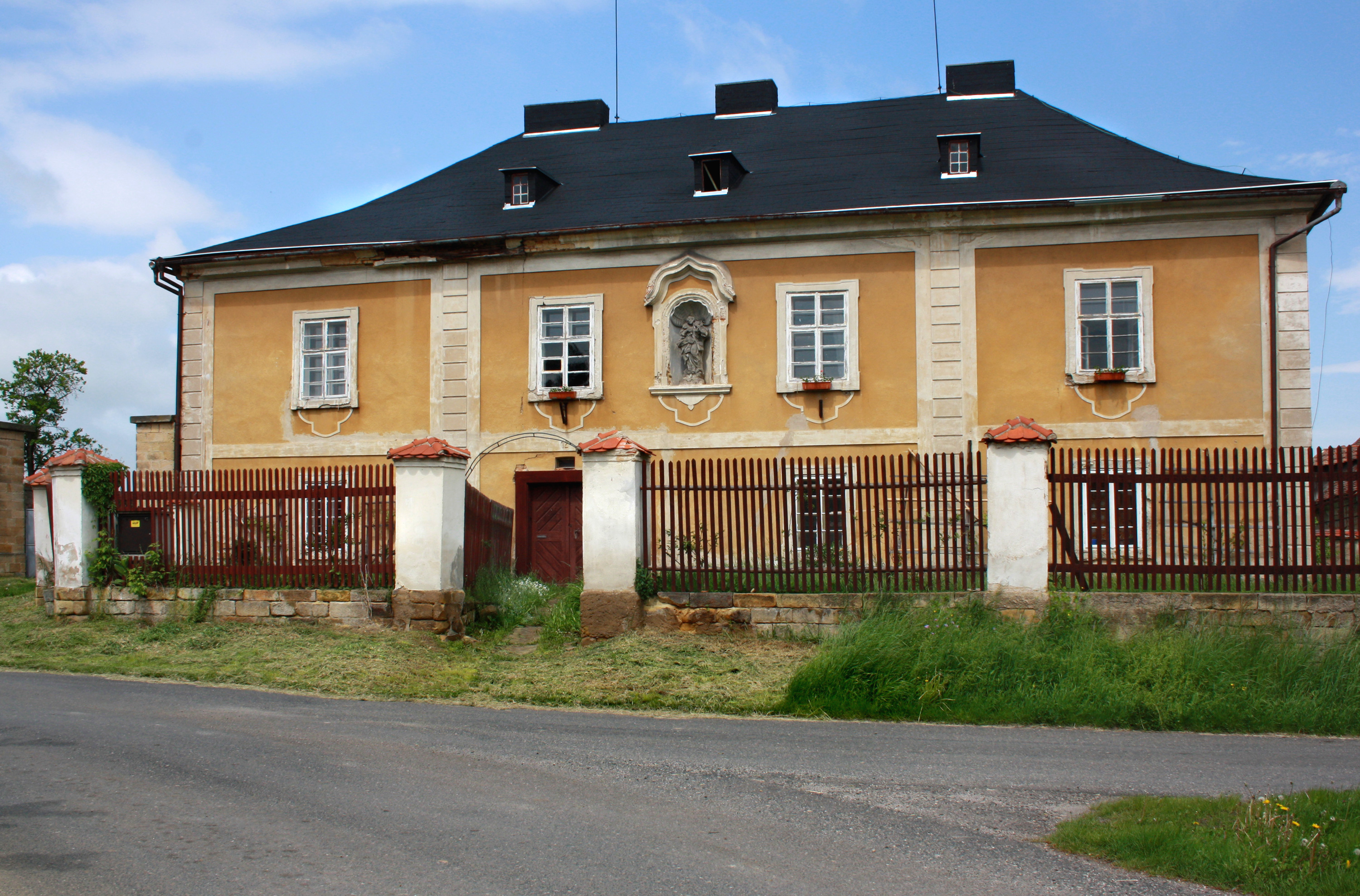
Das Pfarrhaus
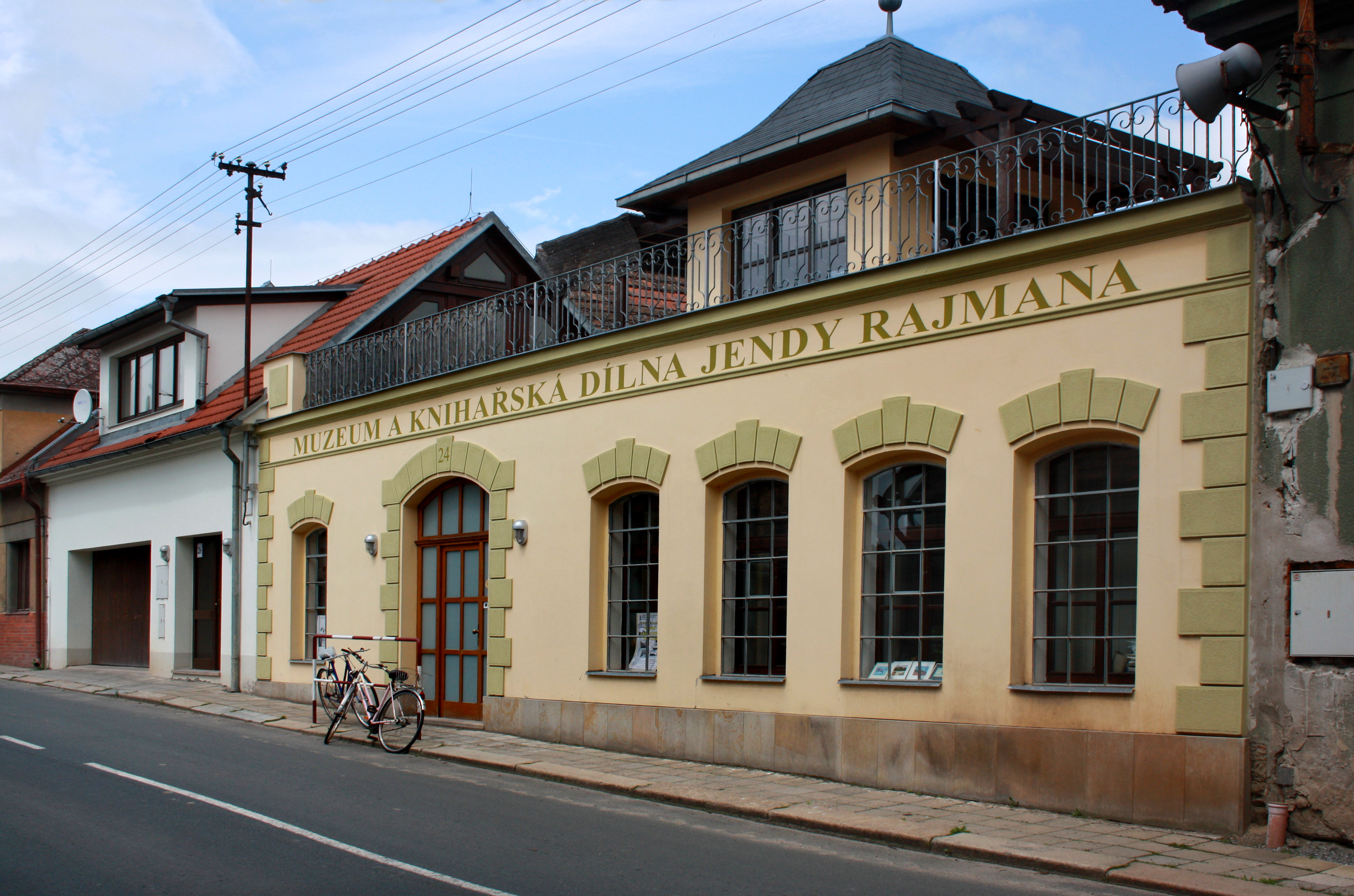
Buchbindereimuseum

## Sehenswürdigkeiten

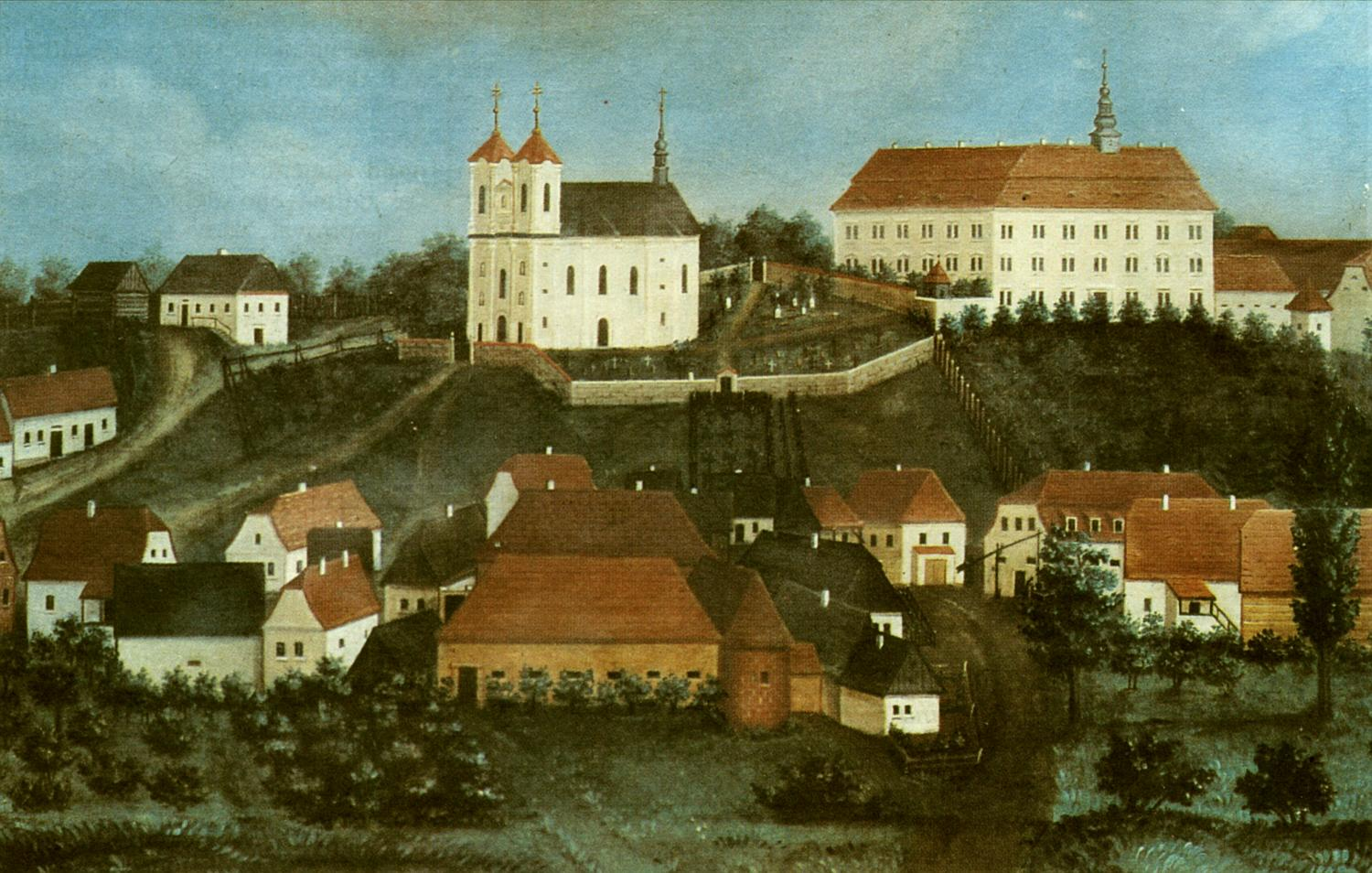
Das Schloss um 1825

- Barockkirche des Hl. Havel (Beginn des 18. Jahrhunderts)
- Barockschloss (heute Altersheim)
- Statuen des Hl. Wenzel und Johann von Nepomuk (1717, Werke von Johann Brokoff)
- Mariensäule (Pestsäule) (1718)

## Söhne und Töchter der Stadt
- Georg Melantrich von Aventin (Jiří Melantrich z Aventina) (1511–1580), Verleger und Druckereibesitzer der Renaissance
- Josef Georg Böhm (1807–1868), Astronom und Mathematiker
- Oskar Hekš (1908–1944), Marathonläufer
- Rudolf Jeremias Kreutz (1876–1949), österreichischer Schriftsteller
- Gustav Adolf Lindner (1828–1887), Begründer der tschechischen wissenschaftlichen Pädagogik
- Vincenz Vecko (1830–1874), Opernsänger (Tenor)